# Кубок данської ліги з футболу 2006
Кубок данської ліги 2006 — 2-й розіграш Кубка данської ліги. Переможцем вдруге поспіль став Брондбю.

## Регламент
У турнірі взяли участь три клуби. Кожен клуб зіграв з кожним по одному тайму тривалістю 45 хвилин. Матчі відбулись на стадіоні Фарум Парк.

## Матчі
| Команда 1     | Рахунок | Команда 2  |
| ------------- | ------- | ---------- |
| 16 липня 2006 |         |            |
| Брондбю       | 1:0     | Копенгаген |
| Віборг        | 1:1     | Брондбю    |
| Копенгаген    | 2:1     | Віборг     |

## Підсумкова таблиця
| М  | Команда    | І | В | Н | П | МЗ | МП | РМ | О |
| -- | ---------- | - | - | - | - | -- | -- | -- | - |
| 1. | Брондбю    | 2 | 1 | 1 | 0 | 2  | 1  | +1 | 4 |
| 2. | Копенгаген | 2 | 1 | 0 | 1 | 2  | 2  | 0  | 3 |
| 3. | Віборг     | 2 | 0 | 1 | 1 | 2  | 3  | −1 | 1 |